# Walter Matthias Diggelmann
Pour les articles homonymes, voir Diggelmann.
Walter Matthias Diggelmann (né le 5 juillet 1927 à Mönchaltorf, mort le 29 novembre 1979 à Zurich) était un écrivain suisse.

## Biographie
Après une jeunesse marquée par[pas clair]. En 1944, après un vol. Diggelmann s'enfuit en Italie où il est arrêté par les Allemands et contraint au travail forcé à Dresde. Après une tentative d'évasion, il est de retour en Suisse en 1945 où il purge une peine de prison. Dans les années 1950, il travaille comme assistant metteur en scène au Schauspielhaus de Zurich, comme conseiller artistique à Radio Zurich, comme journaliste et dans le bureau de relations publiques de Rudolf Farner. Dès 1962, il se consacre à l'écriture et publie une série de romans qui sont à la fois les reflets de son parcours de vie et des critiques acerbes envers la société suisse du milieu du XXe siècle. Son fonds d'archives se trouve aux Archives littéraires suisses à Berne.
En 1978, il décide de faire un livre de sa maladie. Atteint d'une tumeur, il note dans son journal, avec une perception de plus en plus troublée, son rapport à la science médicale, à la vie hospitalière, à ceux qu'il aime.

## Œuvres

### Éditions originales
- ... Mit F51 überfällig. Artemis, Zürich 1955
- Die Jungen von Grande Dixence. Benziger, Einsiedeln 1959
- Geschichten um Abel. Benziger, Einsiedeln 1960
- Das Verhör des Harry Wind. Benziger, Einsiedeln 1962
- Die Rechnung. Benziger, Einsiedeln 1963
- Die Hinterlassenschaft. Piper, München 1965
- Freispruch für Isidor Ruge. Piper, München 1967
- Hexenprozeß. Die Teufelsaustreiber von Ringwil. Benteli, Bern 1969
- Die Vergnügungsfahrt. Fischer, Frankfurt am Main 1969
- Ich und das Dorf. Fischer, Frankfurt am Main 1972
- Ich heisse Tomy. Fischer, Frankfurt am Main 1973
- Reise durch Transdanubien. Benziger, Zürich 1974
- Menschen glücklich machen oder das Spiel von arm und reich. Fischer, Frankfurt am Main 1974
- Zwischenfall auf der Baustelle. Goldmann, München 1975
- Aber den Kirschbaum, den gibt es. Benziger, Zürich 1975
- Das Mädchen im Distelwind. Benziger, Zürich 1976
- Balladen von süchtigen Kindern. Pfaffenweiler Presse, Pfaffenweiler 1976
- DDR. Tagebuch einer Erkundungsfahrt (mit Klara Obermüller). Benziger, Zürich 1977
- Der Reiche stirbt. Benziger, Zürich 1977
- Filippinis Garten. Benziger, Zürich 1978
- Feststellungen. Ein Lesebuch. Rotpunktverlag, Zürich 1978,  (ISBN 978-3-85869-009-8)
- Schatten. Tagebuch einer Krankheit. Benziger, Zürich 1979